# Jungferninseln
Die Jungferninseln (früher auch Jungfraueninseln) sind eine Inselgruppe der Kleinen Antillen zwischen dem Atlantik und der Karibik.

## Staatliche Zugehörigkeit
Politisch sind die Jungferninseln aufgeteilt zwischen den Britischen Jungferninseln, den Amerikanischen Jungferninseln und den Spanischen Jungferninseln. Letztere sind dem US-amerikanischen Außengebiet Puerto Rico administrativ angegliedert und werden deshalb mitunter auch als Puerto-Ricanische Jungferninseln bezeichnet; wegen ihrer Lage westlich der Virgin-Passage sind sie auch unter der Bezeichnung Passage-Inseln geläufig.

## Geografie
Im Osten sind die Jungferninseln durch die mindestens 80 Kilometer breite Anegada-Passage von Anguilla und St. Martin und deren Nebeninseln getrennt. Die nächstgelegene Insel ist die politisch zu Anguilla gehörende Insel Sombrero.
Im Südwesten trennt die 21 Kilometer breite Pasaje de Vieques die Insel Vieques von der Hauptinsel von Puerto Rico.

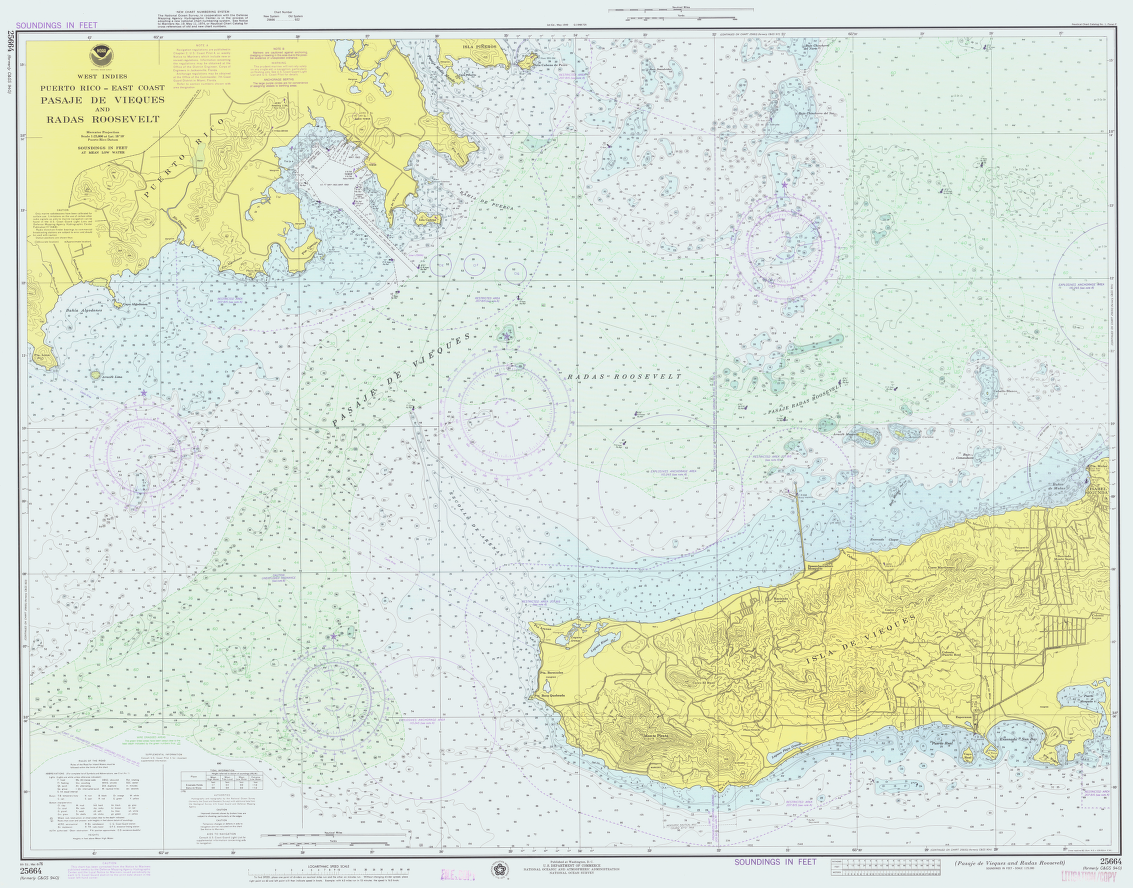
Pasaje de Vieques

Die sieben größeren und zahlreichen kleineren Inseln der Amerikanischen und Britischen Jungferninseln befinden sich etwa 100 km östlich von Puerto Rico und fast 200 km westlich von Anguilla. Die zwei größeren und viele kleinere Inseln der Spanischen Jungferninseln liegen nur einige Kilometer vor der Ostküste Puerto Ricos, dem sie administrativ angehören. Mitunter werden sie nicht zu den Jungferninseln gezählt, da sie anders als die Amerikanischen und Britischen Jungferninseln westlich der Virgin-Passage liegen. Allerdings liegen die Spanischen Jungferninseln dichter an Saint Thomas, der Hauptinsel (auf ihr befindet sich die Hauptstadt) der Amerikanischen Jungferninseln, als Saint Thomas an Saint Croix, der größten und bevölkerungsreichsten Insel der Amerikanischen Jungferninseln.

## Geschichte

Flagge der Britischen Jungferninseln

Flagge der Amerikanischen Jungferninseln

Die ersten Siedler der Inseln gehörten zum Stamm der zu den Arawak zählenden Taíno und besiedelten die Inseln um 300 n. Chr. von Südamerika aus. Etwa um 1000 drangen die Kariben auf die Inseln vor. Christoph Kolumbus legte auf seiner zweiten Fahrt in die Neue Welt am 14. November 1493 auf den Jungferninseln an. Er benannte sie zunächst „Santa Úrsula y las Once Mil Vírgenes“ (Sankt Ursula und die elftausend Jungfrauen). Die Inseln wurden für die spanische Krone in Besitz genommen, aber nicht besiedelt. Im Reisebericht des damals mitfahrenden Diego Álvarez Chanca heißt es: „Eine ganze Gruppe von Inseln erhebt sich aus dem Meer, einige dicht bewaldet, andere ziemlich felsig. Die größte nennt Kolumbus Santa Úrsula, den anderen gibt er den Namen ‚Las Once Mil Vírgenes‘.“
Um 1600 drangen Europäer anderer Nationen auf die Inseln vor und nutzten sie als Basis für Piraterie und Schmuggel, aber auch für Angriffe auf die spanischen Kolonien der Karibik und Lateinamerikas. Ab dieser Zeit begann die Auslöschung der indigenen Bevölkerung durch die Kolonisatoren bzw. die von ihnen eingeschleppten Krankheiten. Offiziell waren die Inseln im 17. Jahrhundert in englischem und dänischem Besitz (Dänisch-Westindien), die Inseln Tortola, Anegada und Virgin Gorda waren zeitweise niederländischer Besitz, wurden aber 1672 von Engländern annektiert und bilden heute die Britischen Jungferninseln. Vieques und Culebra sowie deren diversen kleineren Nebeninseln östlich der Virgin-Passage waren bis zum Spanisch-Amerikanischen Krieg in spanischem Besitz verblieben. Infolge dieses Krieges wurden die Spanischen Jungferninseln 1898 gemeinsam mit Puerto Rico, diesem administrativ angegliedert, US-amerikanisches Territorium. Unter administrativer Federführung von D. Hamilton Jackson kauften die USA 1917 den dänischen Kolonialbesitz der Jungferninseln für 25 Millionen Dollar, der seither als Amerikanische Jungferninseln separates uninkorporiertes US-amerikanisches Außengebiet ist. Der Kaufpreis entspricht inflationsbereinigt nach heutigem Wert 529 Millionen Dollar bzw. 489 Millionen Euro respektive 466 Millionen Schweizer Franken.

## Bevölkerung
Die Mehrzahl der Bewohner – eine Mischung aus afrikanischen und europäischen Gruppen – lebt auf den Hauptinseln St. John, St. Thomas und Saint Croix (allesamt Teil der Amerikanischen Jungferninseln). Allein auf St. Croix leben mehr Menschen (ca. 53.000) als auf den gesamten Spanischen (ca. 11.000) und Britischen Jungferninseln (ca. 23.000) zusammen.

## Wirtschaft
Die Währung auf den gesamten Jungferninseln ist der US-Dollar.
Auf den Amerikanischen Jungferninseln ist der Tourismus der wichtigste Wirtschaftszweig.
Anders die Britischen Jungferninseln, die vor allem Steuerflüchtige anziehen. Denn dort werden keine Steuern auf Gewinne oder Einkommen erhoben. Infolgedessen ließen sich dort 430.000 Briefkastenfirmen registrieren. Die dafür zu entrichtenden Gebühren machen 60 % der Staatseinnahmen aus (Stand: 2015).

## Verkehr
Obwohl die Fahrzeuge auf den gesamten Jungferninseln üblicherweise Linkslenker sind, was die Norm für Rechtsverkehr ist, herrscht auf den britischen und US-amerikanischen Jungferninseln Linksverkehr – auf den spanischen Jungferninseln passend Rechtsverkehr.